# Osiedle Nowe Winogrady Wschód
Osiedle Nowe Winogrady Wschód – osiedle administracyjne Poznania (od 1 stycznia 2011 roku), zajmujące fragment Winograd.

## Granice administracyjne
Osiedle Nowe Winogrady Wschód graniczy:
- z Osiedlem Nowe Winogrady Północ (granica: ulica Murawa)
- z Osiedlem Naramowice (granica: ulica Lechicka, ulica Naramowicka)
- z Osiedlem Nowe Winogrady Południe (granica: ulica Serbska)

## Ważniejsze miejsca
- Osiedle Kosmonautów
- Schron przeciwlotniczy

## Ulice
- Czarna Rola
- Gieorgija Dobrowolskiego
- Karbowska
- Kłosowa
- Wiktora Pacajewa
- Pasterska
- Skotarska
- Słomiana
- Żytnia

## Siedziba Rady Osiedla
Adres rady osiedla
Osiedle Kosmonautów 13E.

## Komunikacja
Osiedle obsługują autobusy MPK Poznań linii 167, 169, 171, 174, 190 i 911 oraz linie nocne 214 i 224.